# Niecierpek

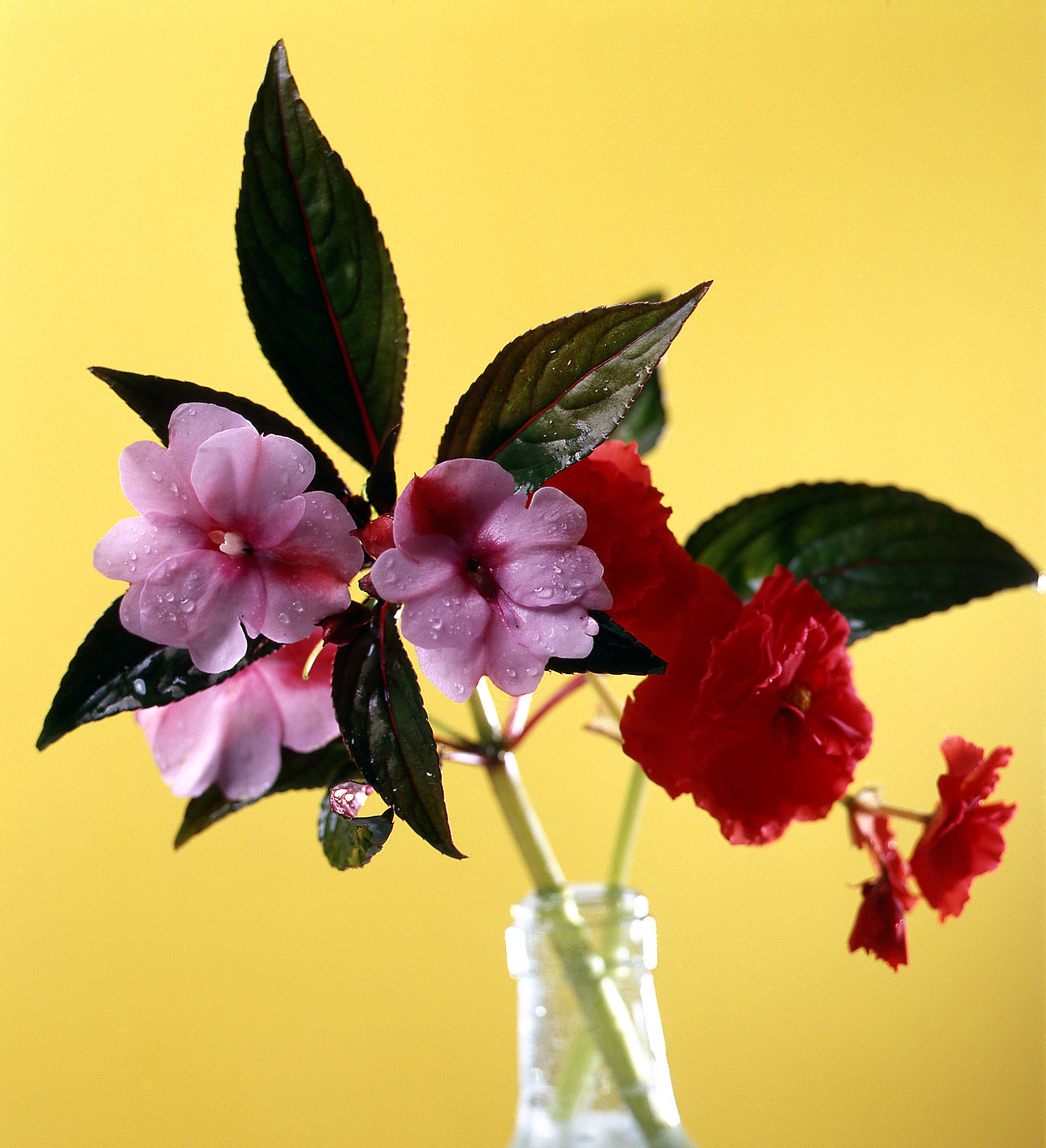
Impatiens tangeriana

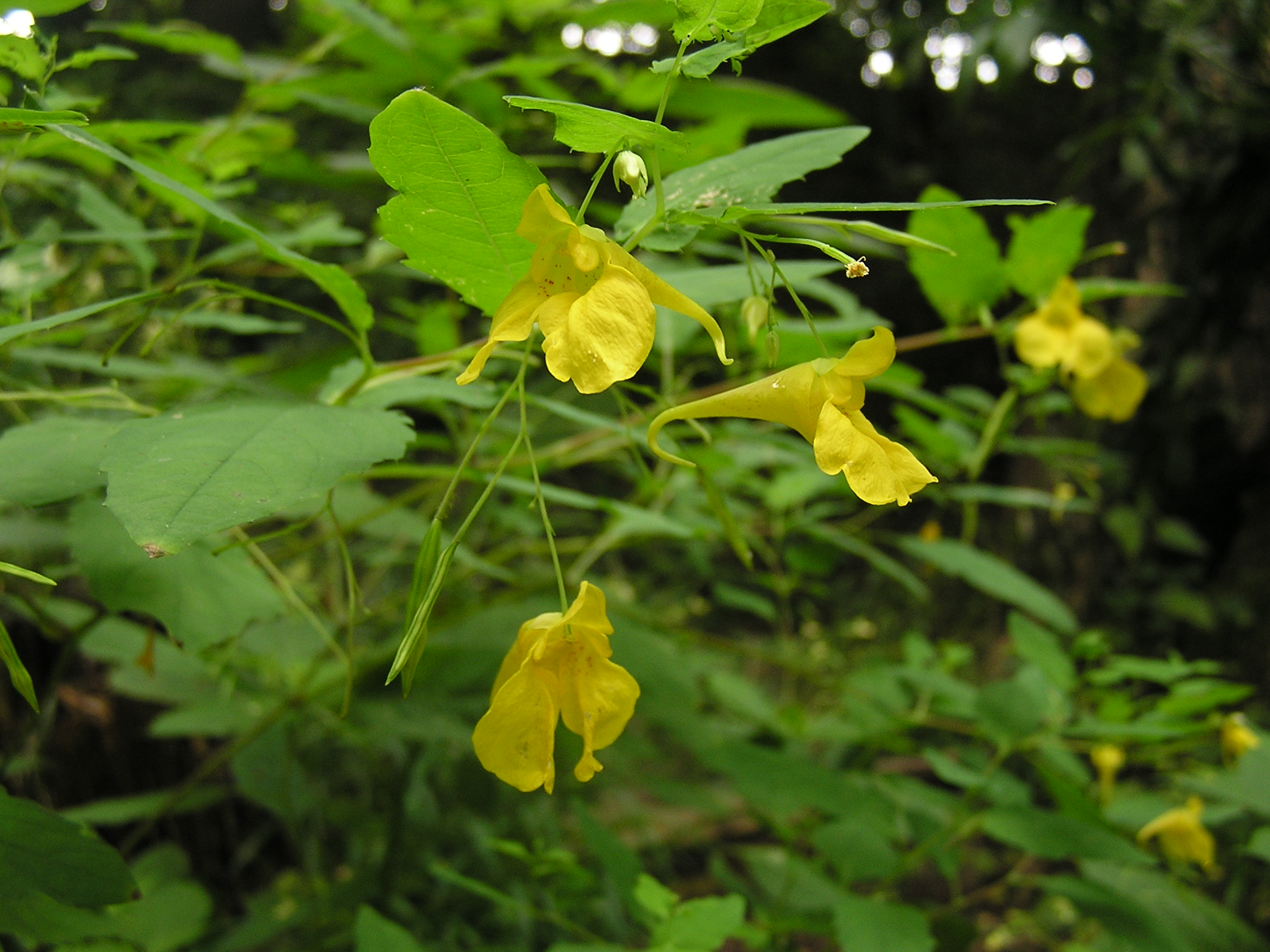
Niecierpek pospolity

Niecierpek (Impatiens L.) – rodzaj roślin zielnych z rodziny niecierpkowatych. Należy do niego ok. 1070 gatunków. Występują one przede wszystkim na obszarach tropikalnych i subtropikalnych Afryki i Azji. W Europie i Polsce rodzimy jest tylko jeden gatunek – niecierpek pospolity I. noli-tangere, ale kilka gatunków rozprzestrzenia się jako rośliny inwazyjne – niecierpek drobnokwiatowy, gruczołowaty i pomarańczowy. Rośliny z tego rodzaju zasiedlają różne siedliska. Liczne gatunki uprawiane jako rośliny ozdobne, niektóre wykorzystywane są także jako jadalne, lecznicze i kosmetyczne. 

## Rozmieszczenie geograficzne
Rodzaj jest najbardziej zróżnicowany w strefie tropikalnej i subtropikalnej Starego Świata. Liczne gatunki związane są zwłaszcza z obszarami górskimi Afryki Subsaharyjskiej (ok. 110 gatunków), Madagaskaru (270 gatunków), bardzo licznie rodzaj reprezentowany jest także na subkontynencie indyjskim i w Azji wschodniej i południowo-wschodniej; w Chinach rośnie 227 gatunków, z czego 187 to endemity. Zasięg rodzaju obejmuje pozostałą część Azji i Europę, przy czym na tym kontynencie rośnie jako rodzimy tylko jeden gatunek – niecierpek pospolity Impatiens noli-tangere. W Ameryce Północnej (od Alaski po Panamę) rośnie 6 gatunków.
Gatunki flory Polski
- niecierpek drobnokwiatowy Impatiens parviflora DC. – antropofit zadomowiony
- niecierpek gruczołowaty, n. Roylego Impatiens glandulifera Royle – antropofit zadomowiony
- niecierpek pomarańczowy Impatiens capensis Meerb. – antropofit zadomowiony
- niecierpek pospolity Impatiens noli-tangere L.

## Morfologia
PokrójRośliny jednoroczne i byliny o mięsistej łodydze, płożące, prosto wzniesione, czasem kępiaste i bulwiaste.
LiścieSkrętoległe, naprzeciwległe lub okółkowe, ogonkowe (z dwoma gruczołkami przy ogonku). Blaszka liściowa zwykle ząbkowana.
KwiatyGrzbieciste, odwracające się „do góry nogami” podczas rozwoju. Działki kielicha są trzy, nie są równe i nie są zrośnięte. Dolna działka jest rozdęta woreczkowato lub ma kształt łódeczkowaty, na końcu wyciągnięta jest w ostrogę. Płatków korony jest pięć i one także zwykle są nierówne. Para bocznych płatków jest dwuczęściowa – ich dolna część tworzy wargę. Górny płatek jest często wyraźnie większy lub mniejszy od pozostałych. Pręcików jest pięć. Zalążnia górna, powstaje z pięciu owocolistków. Szyjka słupka jest krótka, na końcu często pięciołatkowa.
OwoceTorebki, których mięsiste ściany w stanie dojrzałym pękają i zwijają się gwałtownie, wyrzucając w efekcie nasiona.

## Biologia i ekologia
Niecierpki są roślinami autochorycznymi – rozsiewają się samoistnie, wyrzucając nasiona z dojrzałych owoców na odległość do kilku metrów. Reakcję tę ułatwiają bodźce mechaniczne takie jak podmuch wiatru lub bezpośredni dotyk, stąd nazwa tej rośliny w wielu językach związana jest z niecierpliwością (łac., ang. impatiens, pol. niecierpek) lub nietolerancją dotyku (np. gatunek Impatiens noli-tangere od łac. noli me tangere – "nie dotykaj mnie", ang. touch-me-not).
Kwiaty zapylane są przez błonkoskrzydłe i motyle, rzadko przez ptaki.
Niecierpki zasiedlają różne siedliska – łąki, lasy, często brzegi wód i miejsca wilgotne, niektóre rosną jako epifity. Wiele gatunków ma nieco gruboszowatą budowę – mięsistą łodygę, czasem pachykauliczną (słabo rozgałęzioną) (np. I. pachycaulon). I. mirabilis ma pokrój niskiego drzewa z grubym pniem, podobnie grube łodygi ma I. winkleri.

## Systematyka
Pozycja systematyczna
Rodzaj z rodziny niecierpkowatych Balsaminaceae, z rzędu wrzosowców. W obrębie rodziny jest siostrzany względem monotypowego rodzaju Hydrocera.
Wykaz gatunków

## Zastosowanie
Ze względu na ozdobne kwiaty niektóre gatunki i odmiany z tego rodzaju uprawiane są często jako rośliny ozdobne, niektóre znajdują przy tym zastosowanie w kosmetologii. Do popularnie uprawianych należy niecierpek balsamina I. balsamina, którego kwiaty wykorzystywane są także do barwienia paznokci. Uprawiany i wykorzystywany jako roślina lecznicza bywa niecierpek pomarańczowy I. capensis. Także uprawiany bywa niecierpek gruczołowaty I. glandulifera o jadalnych owocach. Bardzo popularny w uprawie, także doniczkowej, jest niecierpek nowogwinejski I. hawkeri, którego wyhodowano liczne kultywary, także pochodzenia mieszańcowego. W obrębie rodzimego zasięgu (na Nowej Gwinei) roślina ta wykorzystywana jest jako źródło soli. Inny często uprawiany gatunek ozdobny, także z licznymi odmianami, w tym pochodzenia mieszańcowego to niecierpek Wallera I. walleriana. Rośliną ozdobną o wonnych białych kwiatach jest I. tinctoria. Z bulw tego gatunku pozyskuje się czerwony barwnik wykorzystywany w kosmetyce.
Gatunki uprawiane w Polsce
- niecierpek balsamina Impatiens balsamina L.
- niecierpek Balfoura Impatiens balfourii Hook. f.
- niecierpek szorstki Impatiens scabrida DC.
- niecierpek Wallera Impatiens walleriana Hook. f. in Oliv.
- niecierpek nowogwinejski Impatiens hawkeri W. Bull